# 河庄街道
河庄街道是中华人民共和国浙江省杭州市钱塘区下辖的一个街道，位于钱塘江东岸，全镇辖区面积58平方公里，人口4.6万。河庄街道原属萧山区管辖。2021年4月，河庄街道被划入新设的钱塘区。

## 行政区划
河庄街道辖有以下地区：
新北桥社区、共和村、共裕村、共兴村、新南村、冯娄村、建华村、创新村、创建村、宏新村、宏波村、三新村和共建村。